# 鹿角市立花輪第一中学校
鹿角市立花輪第一中学校（かづのしりつ はなわだいいちちゅうがっこう）は、秋田県鹿角市花輪にあった公立中学校。
2020年に鹿角市立花輪第二中学校と統合され、鹿角市立花輪中学校となった。

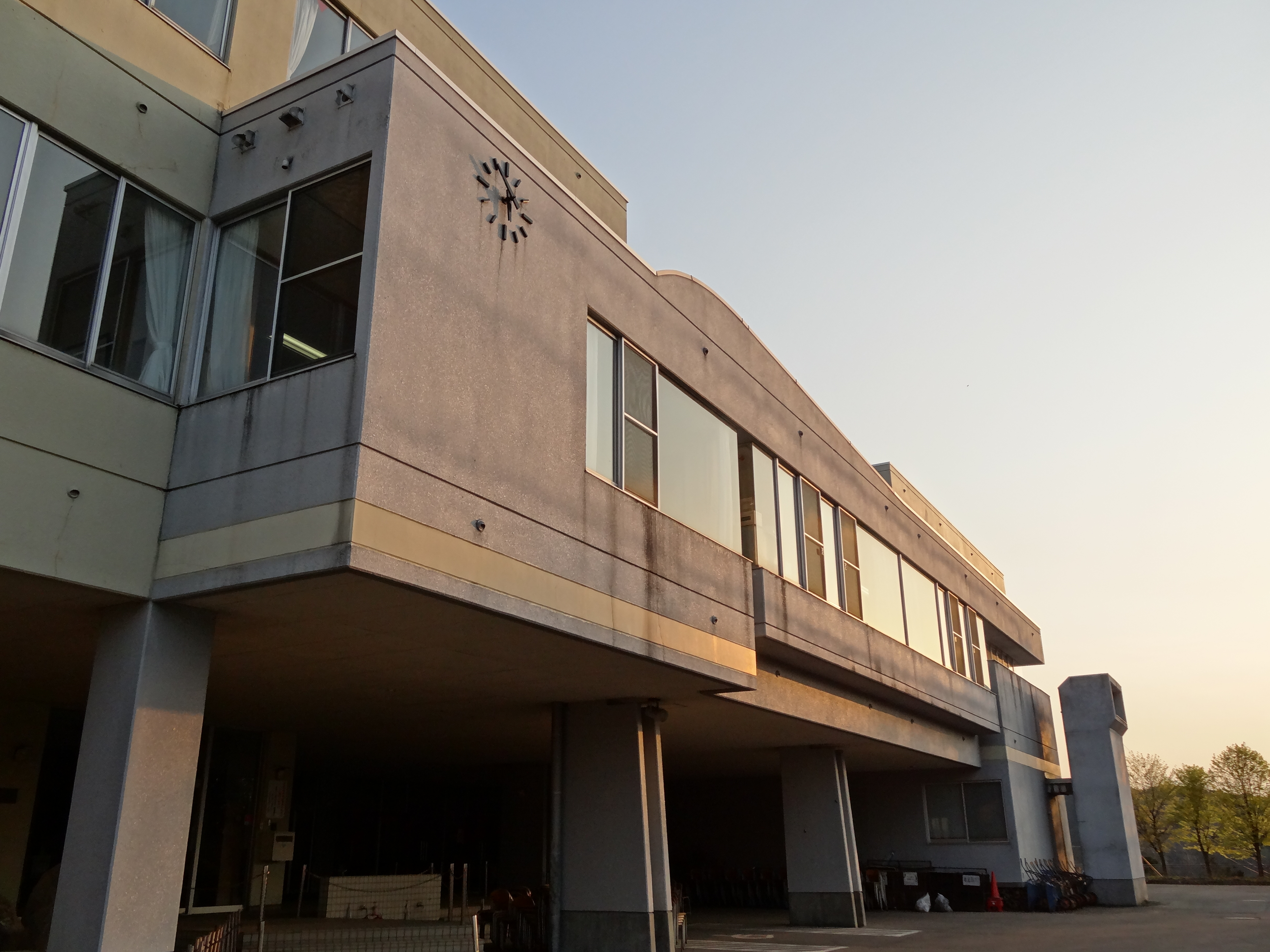
学校外観

## 沿革
- 1947年（昭和22年） - 町立花輪中学校として開校。
- 1956年（昭和31年） - 校名を花輪第一中学校に改称。
- 1965年（昭和40年） - 火災により一部校舎が焼失、同年復旧。
- 1984年（昭和59年） - 校舎移転。
- 2017年（平成29年） - 創立70周年。
- 2020年（令和2年） - 閉校。

## 教育目標
根を鍛え、天を描き、自己実現を図る生徒の育成。

## 部活動
- 野球部
- 陸上競技部
- 柔道部（休部中）
- バレー部
- バスケット部
- 卓球部
- 吹奏楽部
- テニス部
- 美術部
- 科学部
- 手芸部
- 剣道部
- スキー部
- 駅伝部

## 著名な出身者
- 浅利純子（世界女子マラソン日本人初チャンピオン・元アトランタオリンピック代表）